# بيدا تشانغ
بيدا تشانغ (بالصينية: 张伯达) هو قسيس صيني، ولد في 27 مايو 1905 في شانغهاي في الصين، وتوفي في 11 نوفمبر 1951.